# Cătunele
Cătunele est une commune roumaine située dans le județ de Gorj.